# Astragalus brachyodontus
Astragalus brachyodontus är en ärtväxtart som beskrevs av Pierre Edmond Boissier. Astragalus brachyodontus ingår i släktet vedlar, och familjen ärtväxter. Inga underarter finns listade i Catalogue of Life.